# La Dynastie des Forsyte (roman)
La Dynastie des Forsyte (titre original : The Forsyte Saga) est un cycle romanesque de John Galsworthy (1867-1933), achevé et publié en 1922, relatant l'histoire d'une famille bourgeoise anglaise de 1880 à 1930. C'est une fresque de la société anglaise de cette période écrite avec finesse et un perspicace sens critique. Les conventions sociales, le désir de s'enrichir et de posséder, les relations familiales, amoureuses et sociales sont des thèmes récurrents de cette œuvre, où sont évoqués les grands événements historiques et les bouleversements des rapports de classe et du statut de la femme, notamment au sein de l'institution du mariage.  Il est notoirement admis que cet opus est pour beaucoup dans l'attribution du prix Nobel de littérature à Galsworthy en 1932.

## Romans et nouvelles du cycle
Le cycle se compose de trois romans entre lesquels s'intercalent deux nouvelles que l'auteur appelait des interludes :
- Le Propriétaire (titre original : The Man of Property), roman paru en 1906 ;
- L'Été de la Saint-Martin d'un Forsyte (titre original : Indian Summer of a Forsyte), nouvelle parue en 1918 ;
- Aux Aguets (titre original : In Chancery), roman paru en 1920 ;
- L'Éveil (titre original : Awakening), nouvelle parue en 1920 ;
- À louer (titre original : To Let), roman paru en 1921.

La Dynastie des Forsyte paraît ensuite en un volume en 1922.
Les éditions modernes ajoutent à cette somme une série de courtes nouvelles publiées de façon posthume :
- Épisodes et derniers épisodes des Forsyte (titre original : On Forsyte Change), recueil de nouvelles paru en 1967.

## Les deux cycles complémentaires
Le succès rencontré par La Dynastie des Forsyte pousse Galsworthy à prolonger sa saga familiale avec deux cycles complémentaires qui se penchent sur le destin des enfants et descendants des personnages du cycle initial.
Le cycle Une comédie moderne (A Modern Comedy, 1929) compte trois romans et deux nouvelles (interludes) : 
- Le Singe blanc (The White Monkey), roman paru en 1924 ;
- Cour silencieuse (A Silent Wooing), nouvelle parue en 1927, qui doit néanmoins s'intercaler entre les deux premiers romans du cycle ;
- La Cuillère d'argent (The Silver Spoon), roman paru en 1926 ;
- Les Passants (Passers By), nouvelle parue en 1927 ;
- Le Chant du cygne (Swan Song), roman paru en 1928.

Une comédie moderne rencontre lors de sa publication un succès aussi grand que La Dynastie des Forsyte, ce qui ne fut pas le cas de l'ultime volet, intitulé Fin de chapitre.
Le cycle Fin de chapitre (End of the Chapter, 1934) compte trois romans :
- Demoiselle de compagnie (Maid in Waiting), roman paru en 1931 ;
- Fleur du désert (Flowering Wilderness), roman paru en 1932 ;
- Au-delà du fleuve (One More River, d'abord intitulé Over the River), roman paru en 1933.

## Édition française intégrale
Il n'existe qu'une seule édition française intégrale de La Dynastie des Forsyte et de ses cycles complémentaires Une comédie moderne et Fin de chapitre. Elle est parue, en deux volumes, sous le titre : 
- Histoire des Forsyte, traduction revue et complétée par Sylvère Monod, Paris, Robert Laffont, coll. « Bouquins », 1993 ; tome 1  (ISBN 2-221-06880-7), tome 2  (ISBN 2-221-06881-5)
- Il existe une édition antérieure publiée par Calmann-Lévy, avec copyright de 1926 et sans mention du traducteur.

## Filmographie

### Adaptations au cinéma
- 1949 : La Dynastie des Forsyte (That Forsyte Woman), film américain réalisé par Compton Bennett, adaptation se limitant pour l'essentiel au roman Le Propriétaire (The Man of Property), avec Errol Flynn (Soames Forsyte), Walter Pidgeon (Jolyon Forsyte) et Greer Garson (Irene Forsyte)

### Adaptations à la télévision
- 1967 : La Dynastie des Forsyte, série télévisée britannique mettant en vedette Eric Porter (Soames Forsyte), Kenneth More (Jolyon Forsyte) et Nyree Dawn Porter (Irene Forsyte). La meilleure adaptation de l'œuvre.
- 2002 : The Forsyte Saga, mini-série britannique, avec Damian Lewis (Soames Forsyte), Rupert Graves (Jolyon Forsyte) et Gina McKee (Irene Forsyte).